# 콘도리
콘도리(일본어: コンドリ, 영어: Con-Dori)는 1983년에 일본의 라이손(Raison)에서 만든 비디오 게임으로서 어미새가 알을 훔치려는 사냥꾼들이 탄 열기구를 터뜨리며 알을 지키는 게임이다. 게임팩으로도 나왔으며 오래된 고전게임이지만 당대의 어린이들에게 사랑받는 게임이였다.

## 게임의 줄거리
어미새인 콘도리는 어느날 사냥꾼으로부터 알을 위협받게 된다. 모성애가 강한 어미새는 사냥꾼으로부터 알을 필사적으로 지키려고하며 사냥꾼은 어미새의 둥지에서 알을 강탈하기 위해 사다리를 놓고 어미새에게 화살을 쏘기도 한다. 알을 필사적으로 지키는 어미새와 사냥꾼과의 싸움을 그리는 게임이다.

## 게임의 플레이
콘도리게임은 사실상 스테이지가 무한이며 고정된 화면과 적 패턴이 나오는 무한 스테이지 게임이다. 플레이어가 조종할 수 있는 건 어미새의 콘도리로 사냥꾼을 태운 열기구를 부리를 이용해 터뜨릴수있는데 이 판정이 약간은 애매해서 정확하게 공격하는 것이 중요하다. 사냥꾼은 어미새를 향해 화살을 쏘며 화살을 맞으면 어미새는 파워 게이지가 떨어지고 파워 게이지가 다 떨어지면 죽으니 조심해야한다. 어미새의 플레이수는 총 2개이며 열기구가 어미새의 공격을 피해 바닥에 닫으면 낭떠러지 바로앞에 사다리를 쌓는데 이걸 둥지가 닫는 화면까지 올리며 열기구에서 사람이 내리고 사다리를 통해 알을 훔쳐간다. 알을 전부 빼앗기면 자동으로 게임오버가 된다. 어미새의 파워 게이지는 지상위에 랜덤으로 나타나는 도마뱀을 잡아먹으며 파워 게이지를 회복할 수 있으며 일정 시간동안 죽지 않고 잘버티면 다음 스테이지로 넘어가게 된다.

## 게임에 대한 총평
결론은 평작이며 자식이라고 할 수 있는 어미새의 고군분투와 열기구를 타고 나타나는 적들을 자세히 묘사했고 사다리를 통해 알을 훔치는 악당을 나타내는 평법한 게임작품이다. 여러 가지 요소와 정황을 미루어 볼때 코나미에서 만든 어미 돼지의 분투기인 푸얀에 지대한 영향을 받은듯하다.